# Развој светског рекорда на 60 метара са препонама за мушкарце
У трци на 60 метара ИААФ је до 31. 1. 2018. године ратификовала 2 светска рекорда у мушкој конкуренцији.

## Рекорди мерени ручно 1911–1989.
| Ручно | Атлетичар          | Земља            | Место                           | Датум              |
| ----- | ------------------ | ---------------- | ------------------------------- | ------------------ |
| 8,5   | Ричард Рау         | Немачка          | Берлин, Немачка                 | 18. јануар 1911.   |
| 8,5   | Хајнрих Тросбах    | Немачка          | Берлин, Немачка                 | 30. новмебар 1924. |
| 8,3   | Питер Шмит         | Немачка          | Нирнберг, Немачка               | 15. март 1925.     |
| 8,2   | Ханс Стајнарт      | Немачка          | Минстер, Немачка                | 15. јануар 1928.   |
| 8,1   | Хајнрих Тросбах    | Немачка          | Минстер, Немачка                | 27. јануар 1929.   |
| 8,0   | Хајнрих Тросбах    | Немачка          | Минстер, Немачка                | 27. јануар 1929.   |
| 8,0   | Хајнрих Тросбах    | Немачка          | Берлин, Немачка                 | 11. јануар 1929.   |
| 8,0   | Станко Лоргер      | Југославија      | Загреб, Југославија             | 22. јануар 1956.   |
| 8,0   | Анатолиј Михајлов  | Совјетски Савез  | Лењинград, Совјетски Савез      | 10. март 1957.     |
| 8,0   | Борис Стољаров     | Совјетски Савез  | Лењинград, Совјетски Савез      | 10. март 1957.     |
| 8,0   | Станко Лоргер      | Југославија      | Загреб, Југославија             | 9. март 1958.      |
| 8,0   | Клаус Ниске        | Западна Немачка  | Штутгарт, Западна Немачка       | 11. март 1961.     |
| 8,0   | Ајке Броке         | Западна Немачка  | Штутгарт, Западна Немачка       | 11. март 1961.     |
| 8,0   | Марсел Дуриез      | Француска        | Париз, Француска                | 17. фебруар 1962.  |
| 7,9   | Марсел Дуриез      | Француска        | Париз, Француска                | 17. фебруар 1962.  |
| 7,9   | Марсел Дуриез      | Француска        | Штутгарт, Западна Немачка       | 24. фебруар 1962.  |
| 7,9   | Марсел Дуриез      | Француска        | Штутгарт, Западна Немачка       | 24. фебруар 1962.  |
| 7,9   | Клаус Ниске        | Западна Немачка  | Штутгарт, Западна Немачка       | 24. фебруар 1962.  |
| 7,9   | Клаус Ниске        | Западна Немачка  | Западни Берлин, Западна Немачка | 9. март 1963.      |
| 7,9   | Клаус Ниске        | Западна Немачка  | Западни Берлин, Западна Немачка | 9. март 1963.      |
| 7,9   | Клаус Ниске        | Западна Немачка  | Западни Берлин, Западна Немачка | 9. март 1963.      |
| 7,9   | Каљу Јуркатам      | Совјетски Савез  | Талин, Совјетски Савез          | 9. март 1963.      |
| 7,9   | Лоренс Таит        | Велика Британија | Штутгарт, Западна Немачка       | 22. март 1963.     |
| 7,8   | Клаус Ниске        | Западна Немачка  | Штутгарт, Западна Немачка       | 23. март 1963.     |
| 7,8   | Лоренс Таит        | Велика Британија | Штутгарт, Западна Немачка       | 23. март 1963.     |
| 7,8   | Бернар Фурне       | Француска        | Штутгарт, Западна Немачка       | 14. фебруар 1964.  |
| 7,8   | Марсел Дурије      | Француска        | Штутгарт, Западна Немачка       | 14. фебруар 1964.  |
| 7,8   | Бо Форсандер       | Шведска          | Стокхолм, Шведска               | 18. март 1965.     |
| 7,8   | Kjellfred Weum     | Норвешка         | Стокхолм, Шведска               | 18. март 1965.     |
| 7,8   | Марсел Дурије      | Француска        | Париз, Француска                | 11. фебруар 1966.  |
| 7,8   | Виктор Балихин     | Совјетски Савез  | Брест, Совјетски Савез          | 12. фебруар 1966.  |
| 7,8   | Еди Отоз           | Италија          | Дортмунд, Западна Немачка       | 27. март 1966.     |
| 7,7   | Еди Отоз           | Италија          | Дортмунд, Западна Немачка       | 27. март 1966.     |
| 7,7   | Еди Отоз           | Италија          | Дортмунд, Западна Немачка       | 27. март 1966.     |
| 7,7   | Валентин Чистјаков | Совјетски Савез  | Москва, Совјетски Савез         | 29. јануар 1967.   |
| 7,7   | Ервин Хол          | Сједињене Државе | Западни Берлин, Западна Немачка | 17. новембар 1968. |
| 7,6   | Ервин Хол          | Сједињене Државе | Западни Берлин, Западна Немачка | 17. новембар 1968. |
| 7,6   | Гинтер Никел       | Западна Немачка  | Мајнц, Западна Немачка          | 31. јануар 1970.   |
| 7,5   | Гинтер Никел       | Западна Немачка  | Мајнц, Западна Немачка          | 31. јануар 1970.   |
| 7,5   | Томас Хил          | Сједињене Државе | Западни Берлин, Западна Немачка | 4. децембар 1970.  |
| 7,4   | Том Вајт           | Сједињене Државе | Москва, Совјетски Савез         | 19. фебруар 1972.  |
| 7,3   | Том Вајт           | Сједињене Државе | Москва, Совјетски Савез         | 2. март 1974.      |
| 7,3   | Виктор Мјасников   | Совјетски Савез  | Минск, Совјетски Савез          | 26. јануар 1980.   |
| 7,3   | Јуриј Черванјев    | Совјетски Савез  | Минск, Совјетски Савез          | 26. јануар 1980.   |
| 7,3   | Игор Казанов       | Совјетски Савез  | Минск, Совјетски Савез          | 18. јануар 1986.   |
| 7,2   | Игор Казанов       | Совјетски Савез  | Виљнус, Совјетски Савез         | 28. јануар 1989.   |

## Рекорди мерени електронски од 1970.
Рекорди ратификовани од ИААФ-а
| Време | Атлетичар           | Земља            | Место                         | Датум             | Трајање                       |
| ----- | ------------------- | ---------------- | ----------------------------- | ----------------- | ----------------------------- |
| 8,1a  | Werner Trzmiel      | Западна Немачка  | Беч, Аустрија                 | 15. март 1970.    | 0 дана                        |
| 8,1a  | Лоранд Милашин      | Мађарска         | Беч, Аустрија                 | 15. март 1970.    | 0 дана                        |
| 7,9a  | Ги Дру              | Француска        | Беч, Аустрија                 | 15. март 1970.    | 0 дана                        |
| 7,9a  | Франк Зибек         | Источна Немачка  | Беч, Аустрија                 | 15. март 1970.    | 0 дана                        |
| 7,9a  | Александр Демус     | Совјетски Савез  | Беч, Аустрија                 | 15. март 1970.    | 0 дана                        |
| 7,8a  | Гинтер Никел        | Западна Немачка  | Беч, Аустрија                 | 15. март 1970.    | 1 година, 11 месеци и 11 дана |
| 7,8a  | Рајмунд Бетге       | Источна Немачка  | Беч, Аустрија                 | 15. март 1970.    | 1 година, 11 месеци и 11 дана |
| 7,8a  | Александр Демус     | Совјетски Савез  | Беч, Аустрија                 | 15. март 1970.    | 1 година, 11 месеци и 11 дана |
| 7,8a  | Франк Зибек         | Источна Немачка  | Беч, Аустрија                 | 15. март 1970.    | 1 година, 11 месеци и 11 дана |
| 7,8a  | Гинтер Никел        | Западна Немачка  | Беч, Аустрија                 | 15. март 1970.    | 1 година, 11 месеци и 11 дана |
| 7,8a  | Франк Зибек         | Источна Немачка  | Беч, Аустрија                 | 15. март 1970.    | 1 година, 11 месеци и 11 дана |
| 7,8a  | Ги Дру              | Француска        | Беч, Аустрија                 | 15. март 1970.    | 1 година, 11 месеци и 11 дана |
| 7,8a  | Екарт Беркес        | Западна Немачка  | Софија, Бугарска              | 14. март 1971.    | 1 година, 11 месеци и 11 дана |
| 8,00  | Манфред Шуман       | Западна Немачка  | Штутгарт, Западна Немачка     | 26. фебруар 1972. | 0 дана                        |
| 7,94  | Вернер Ајкмајир     | Западна Немачка  | Штутгарт, Западна Немачка     | 26. фебруар 1972. | 0 дана                        |
| 7,84  | Манфред Шуман       | Западна Немачка  | Штутгарт, Западна Немачка     | 26. фебруар 1972. | 0 дана                        |
| 7,80  | Франк Зибек         | Источна Немачка  | Зенфтенберг, Источна Немачка  | 24. фебруар 1973. | 15 дана                       |
| 7,69  | Франк Зибек         | Источна Немачка  | Ротердам, Холандија           | 24. март 1973.    | 11 месеци и 27 дана           |
| 7,66  | Анатолиј Мошиашвили | Совјетски Савез  | Гетеборг, Шведска             | 10. март 1974.    | 3 године и 3 дана             |
| 7,66  | Франк Зибек         | Источна Немачка  | Катовице, Пољска              | 9. март 1975.     | 3 године и 3 дана             |
| 7,62  | Томас Мункелт       | Источна Немачка  | Сан Себастијан, Шпанија       | 13. март 1977.    | 1 година, 11 месеци и 12 дана |
| 7,62  | Реналдо Немија      | Сједињене Државе | Монтреал, Канада              | 11. фебруар 1979. | 1 година, 11 месеци и 12 дана |
| 7,59  | Томас Мункелт       | Источна Немачка  | Беч, Аустрија                 | 25. фебруар 1979  | 1 година и 6 дана             |
| 7,54  | Јуриј Черванјев     | Совјетски Савез  | Зинделфинген, Западна Немачка | 2. март 1980.     | 3 године и 4 дана             |
| 7,48  | Томас Мункелт       | Источна Немачка  | Будимпешта, Maђарска          | 6. март 1983.     | 3 године и 1 дан              |
| 7,47  | Марк Макој          | Канада           | Токио, Јапан                  | 7. март 1986.     | 10 месеци и 9 дана            |
| 7,36  | Грег Фостер         | Сједињене Државе | Лос Анђелес, САД              | 16. јануар 1987.  | 7 година, 1 месец и 18 дана   |
| 7,36  | Колин Џексон        | Велика Британија | Глазгов, Уједињено Краљевство | 12. фебруар 1994. | 7 година, 1 месец и 18 дана   |
| 7,30  | Колин Џексон        | Велика Британија | Зинделфинген, Немачка         | 6. март 1994.     | 31 година и 81 дан            |